# Sinogold GM3
Sinogold GM3 – elektryczny samochód osobowy typu minivan klasy kompaktowej produkowany pod chińską marką Sinogold w latach 2018–2023.

## Historia i opis modelu

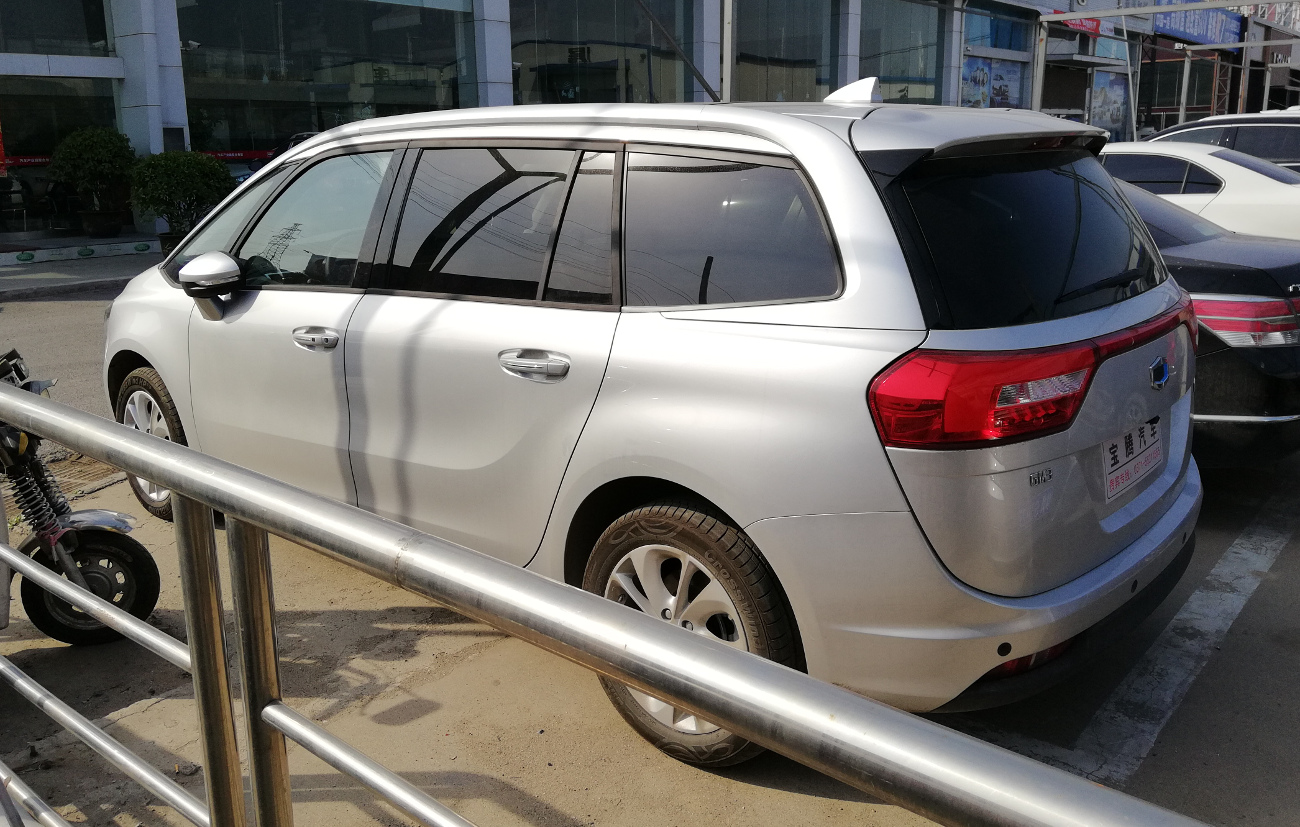
Sinogold GM3 - tył

GM3 to pierwszy pojazd państwowej spółki Sinogold, którą przed rokiem utworzono w Chinach. Pierwsze informacje o finalizacji projektu minivana z napędem elektrycznym pojawiły się w maju 2017 roku, z kolei oficjalnie samochód zadebiutował na rynku chińskim jako produkt wyłącznie dla tego regionu w marcu 2018 roku.

### Kontrowersje
Stylistyka nadwozia Sinogolda GM3 wywołała kontrowersje z powodu łudzącego podobieństwa do dostępnego również w Chinach minivana Citroën Grand C4 Picasso. Poza takim samym kształtem bryły, drzwi, okien czy klapy bagażnika, taki sam jest np. rozstaw osi.

### Dane techniczne
Układ elektryczny w Sinogoldzie SM3 tworzy bateria o pojemności 55 kWh, która razem z silnikiem elektrycznym rozwija moc 161 KM i 250 Nm maksymalnego momentu obrotowego. Prędkość maksymalna pojazdu to 150 km/h, z kolei zasięg na jednym ładowaniu wynosi ok. 350 kilometrów.